# Pétanque-Bundesliga 2008
Die 2. Saison der Deutschen Pétanque-Bundesliga (D.P.B.) begann am 28. April 2008.
Bis 2006 wurde der Deutsche Mannschaftsmeister in einer Endrunde der Vereine ermittelt. Veranstalter der Pétanque-Bundesliga ist der Deutsche Pétanque Verband eV (DPV). Der Deutsche Mannschaftsmeister ist für den EuroCup qualifiziert.
Meister 2008  wurde der Boule Club Saarwellingen, abgestiegen sind Titelverteidiger Boule Club Sandhofen (Mannheim), die Heidelberger Boulespieler sowie der Club Bouliste de Berlin.

## Spielmodus, Mannschaften
Siehe Pétanque-Bundesliga unter Spielmodus und Mannschaften

## Teilnehmer der zweiten Bundesligasaison
| Vereine der 2. Bundesliga-Saison          | Vereine der 2. Bundesliga-Saison | Vereine der 2. Bundesliga-Saison |
| Verein                                    | Stadt / Gemeinde                 | Landesverband                    |
| ----------------------------------------- | -------------------------------- | -------------------------------- |
| 1. Boules Club Petanque Bad Godesberg     | Bonn                             | Nordrhein-Westfalen              |
| 1. Boule Club Kreuzberg e.V               | Berlin                           | Berlin                           |
| Club Bouliste de Berlin e.V.              | Berlin                           | Berlin                           |
| Düsseldorf sur place e.V.                 | Düsseldorf                       | Nordrhein-Westfalen              |
| Hamburger Rugby-Club                      | Hamburg                          | Nord                             |
| SV Odin Hannover                          | Hannover                         | Niedersachsen                    |
| Heidelberger Boule-Spieler e. V.          | Heidelberg                       | Baden-Württemberg                |
| Boule Club Sandhofen                      | Mannheim                         | Baden-Württemberg                |
| BC Saarwellingen                          | Saarwellingen                    | Saarland                         |
| 1. Pétanque Club Viernheim von 1984 e. V. | Viernheim                        | Hessen                           |
| TSG Weinheim-Lützelsachsen                | Weinheim                         | Baden-Württemberg                |
| Boule Club Tromm                          | Grasellenbach                    | Hessen                           |

## Spielplan und Tabelle
Die Begegnungen der Bundesliga wurden an 4 Spieltagen ausgetragen und zwar:
| 1. Spieltag 19. April 2008 ab 10:30 Uhr  | Ost in Berlin-Reinickendorf | West in Münster |
| ---------------------------------------- | --- | --- |
| 1. Runde:                                | 1. PC Kreuzberg : Club Bouliste de Berlin (2:3) TSG Weinheim-Lützelsachsen : SV Odin Hannover (2:3) Boule Club Tromm : Hamburger RC (3:2) | BC Mannheim-Sandhofen : BC Saarwellingen (1:4) 1. BCP Bad Godesberg : 1. PC Viernheim (3:2) Düsseldorf sur place : Heidelberger Boulespieler (2:3)    |
| 2. Runde:                                | 1. PC Kreuzberg : SV Odin Hannover (1:4) TSG Weinheim-Lützelsachsen : Hamburger RC (1:4) Boule Club Tromm : Club Bouliste de Berlin (1:4) | 1. PC Viernheim : Heidelberger Boulespieler (2:3) 1. BCP Bad Godesberg : BC Mannheim-Sandhofen (1:4) Düsseldorf sur place : BC Saarwellingen (1:4)    |
| 3. Runde:                                | Hamburger RC : Club Bouliste de Berlin (4:1) TSG Weinheim-Lützelsachsen : 1. PC Kreuzberg (4:1) Boule Club Tromm : SV Odin Hannover (2:3) | BC Saarwellingen : 1. PC Viernheim (2:3) Düsseldorf sur place : BC Mannheim-Sandhofen (3:2) 1. BCP Bad Godesberg : Heidelberger Boulespieler (3:2)    |
| 2. Spieltag 24. Mai 2008 ab 10:30 Uhr    | Nord in Hannover: Vor dem Hauptbahnhof | Süd in Mannheim-Waldhof |
| 4. Runde:                                | Hamburger RC : 1. PC Kreuzberg 3:2 1. BCP Bad Godesberg : Club Bouliste de Berlin 3:2 SV Odin Hannover : Düsseldorf sur place 3:2         | 1. PC Viernheim : Boule Club Tromm 2:3 BC Saarwellingen : Heidelberger Boulespieler 4:1 BC Mannheim-Sandhofen : TSG Weinheim-Lützelsachsen 1:4        |
| 5. Runde:                                | SV Odin Hannover : Club Bouliste de Berlin 3:2 Düsseldorf sur place : 1. PC Kreuzberg 4:1 Hamburger RC : 1. BCP Bad Godesberg 2:3         | BC Saarwellingen : TSG Weinheim-Lützelsachsen 3:2 BC Mannheim-Sandhofen : 1. PC Viernheim 2:3 Heidelberger Boulespieler : Boule Club Tromm 2:3        |
| 6. Runde:                                | 1. BCP Bad Godesberg : 1. PC Kreuzberg 4:1 SV Odin Hannover : Hamburger RC 4:1 Düsseldorf sur place : Club Bouliste de Berlin 4:1         | BC Mannheim-Sandhofen : Heidelberger Boulespieler 4:1 BC Saarwellingen : Boule Club Tromm 3:2 1. PC Viernheim : TSG Weinheim-Lützelsachsen 5:0        |
| 3. Spieltag 30. August 2008 ab 12:30 Uhr | In Hanau: | In Hanau: |
| 7. Runde:                                | Boule Club Tromm : TSG Weinheim-Lützelsachsen 2:3 1. PC Viernheim : Hamburger RC 1:4 BC Mannheim-Sandhofen : 1. PC Kreuzberg 2:3          | Heidelberger Boulespieler : SV Odin Hannover 0:5 BC Saarwellingen : Club Bouliste de Berlin Düsseldorf sur place : 1. BCP Bad Godesberg 0:5           |
| 8. Runde:                                | Club Bouliste de Berlin : Heidelberger Boulespieler BC Saarwellingen : SV Odin Hannover 3:2 1. PC Viernheim : 1. PC Kreuzberg 4:1         | BC Mannheim-Sandhofen : Hamburger RC 2:3 1. BCP Bad Godesberg : Boule Club Tromm 2:3 Düsseldorf sur place : TSG Weinheim-Lützelsachsen 4:1            |
| 4. Spieltag 31. August 2008 ab 09:00 Uhr | In Hanau: | In Hanau: |
| 9. Runde:                                | Boule Club Tromm : 1. PC Kreuzberg 1:4 BC Saarwellingen : Hamburger RC 2:3 1. BCP Bad Godesberg : SV Odin Hannover 2:3                    | Heidelberger Boulespieler : TSG Weinheim-Lützelsachsen 1:4 BC Mannheim-Sandhofen : Club Bouliste de Berlin Düsseldorf sur place : 1. PC Viernheim 3:2 |
| 10. Runde:                               | Heidelberger Boulespieler : Hamburger RC 3:2 1. BCP Bad Godesberg : TSG Weinheim-Lützelsachsen 1:4 BC Saarwellingen : 1. PC Kreuzberg 1:4 | 1. PC Viernheim : Club Bouliste de Berlin BC Mannheim-Sandhofen : SV Odin Hannover 0:5 Düsseldorf sur place : Boule Club Tromm 3:2                    |
| 11. Runde:                               | TSG Weinheim-Lützelsachsen : Club Bouliste de Berlin 1. PC Viernheim : SV Odin Hannover 3:2 1. BCP Bad Godesberg : BC Saarwellingen 2:3   | Heidelberger Boulespieler : 1. PC Kreuzberg 1:4 BC Mannheim-Sandhofen : Boule Club Tromm 2:3 Düsseldorf sur place : Hamburger RC 5:0                  |

| Tabelle Deutsche Pétanque-Bundesliga (DPB) 2008 nach dem 1. Spieltag | Tabelle Deutsche Pétanque-Bundesliga (DPB) 2008 nach dem 1. Spieltag | Tabelle Deutsche Pétanque-Bundesliga (DPB) 2008 nach dem 1. Spieltag | Tabelle Deutsche Pétanque-Bundesliga (DPB) 2008 nach dem 1. Spieltag | Tabelle Deutsche Pétanque-Bundesliga (DPB) 2008 nach dem 1. Spieltag | Tabelle Deutsche Pétanque-Bundesliga (DPB) 2008 nach dem 1. Spieltag |
| Platz                                                                | Verein                                                               | Kugeln                                                               | Diff.                                                                | Spiele                                                               | Punkte                                                               |
| -------------------------------------------------------------------- | -------------------------------------------------------------------- | -------------------------------------------------------------------- | -------------------------------------------------------------------- | -------------------------------------------------------------------- | -------------------------------------------------------------------- |
| 1                                                                    | BC Saarwellingen                                                     | 569:438                                                              | 131                                                                  | 33:17                                                                | 9:1                                                                  |
| 2                                                                    | SV Odin Hannover                                                     | 539:406                                                              | 133                                                                  | 34:16                                                                | 8:2                                                                  |
| 3                                                                    | Düsseldorf sur place e.V.                                            | 560:431                                                              | 129                                                                  | 32:18                                                                | 7:3                                                                  |
| 4                                                                    | 1. Pétanque Club Viernheim von 1984 e. V.                            | 495:482                                                              | 13                                                                   | 27:23                                                                | 5:5                                                                  |
| 5                                                                    | TSG Lützelsachsen (Weinheim) [A]                                     | 484:500                                                              | −16                                                                  | 25:25                                                                | 5:5                                                                  |
| 6                                                                    | PC Tromm (A)                                                         | 513:504                                                              | 9                                                                    | 24:26                                                                | 5:5                                                                  |
| 7                                                                    | Hamburger Rugby Club                                                 | 479:517                                                              | −38                                                                  | 23:27                                                                | 4:6                                                                  |
| 8                                                                    | 1. Boules Club Petanque Bad Godesberg                                | 466:529                                                              | −63                                                                  | 21:29                                                                | 4:6                                                                  |
| 9                                                                    | 1. Boule Club Kreuzberg e.V                                          | 461:565                                                              | −104                                                                 | 19:31                                                                | 3:7                                                                  |
| 10                                                                   | Heidelberger Boule-Spieler e. V.                                     | 428:563                                                              | −135                                                                 | 17:33                                                                | 3:7                                                                  |
| 11                                                                   | Boule Club Sandhofen (Mannheim) [M]                                  | 471:530                                                              | −59                                                                  | 20:30                                                                | 2:8                                                                  |
| -                                                                    | Club Bouliste Berlin (Tegel) [A]                                     | -                                                                    | -                                                                    | -                                                                    | -                                                                    |

Abkürzungen: [M]=Meister | [A]=Aufsteiger

## Aufstieg
Die drei Aufsteiger werden in einer Aufstiegsrunde, zu der sich die Meister der höchsten Ligen der Landesfachverbände qualifizieren, ermittelt. Die Veranstaltung findet vom 25./26. Oktober 2008 in Gersweiler (Saarland) in einer Pétanque-Halle statt.
Die qualifizierten Teams eingeteilt in Gruppen:
| Aufstiegsrunde für die Saison 2009 | Aufstiegsrunde für die Saison 2009 | Aufstiegsrunde für die Saison 2009 | Aufstiegsrunde für die Saison 2009 |
| Gruppe                             | Verein                             | Ort                                | Landesverband                      |
| ---------------------------------- | ---------------------------------- | ---------------------------------- | ---------------------------------- |
| schwarz                            | TSV Krähenwinkel/Kaltenweide       | Langenhagen                        | Niedersachsen                      |
| schwarz                            | FT 1844 Freiburg                   | Freiburg im Breisgau               | Baden-Württemberg                  |
| schwarz                            | 1. KWU 'Munichoise' München        | München                            | Bayern                             |
| rot                                | Boulefreunde Hauenstein            | Hauenstein (Pfalz)                 | Rheinland-Pfalz                    |
| rot                                | 1. PC Wächtersbach                 | Wächtersbach                       | Hessen                             |
| rot                                | PV Charlottenburg                  | Berlin-Charlottenburg              | Berlin                             |
| gold                               | Boule Verein Ibbenbüren            | Ibbenbüren                         | Nordrhein-Westfalen                |
| gold                               | Altonaer Boule Club Hamburg        | Hamburg                            | Nord                               |
| gold                               | Pétanque Freunde Saarbrücken       | Saarbrücken                        | Saarland                           |
| gold                               | 1. PCP Leipzig                     | Leipzig                            | Thüringen                          |

### Gruppen-Spiele
| schwarz | TSV Krähenwinkel/Kaltenweide : FT 1844 Freiburg            | 2:3 |
| schwarz | FT 1844 Freiburg : 1. KWU 'Munichoise' München             | 4:1 |
| schwarz | 1. KWU 'Munichoise' München : TSV Krähenwinkel/Kaltenweide | 2:3 |
| rot     | Boulefreunde Hauenstein: 1. PC Wächtersbach                | 4:1 |
| rot     | 1. PC Wächtersbach : PV Charlottenburg                     | 1:4 |
| rot     | PV Charlottenburg : Boulefreunde Hauenstein                | 0:5 |
| gold    | Boule Verein Ibbenbüren : Altonaer Boule Club Hamburg      | 2:3 |
| gold    | Pétanque Freunde Saarbrücken : 1. PCP Leipzig              | 5:0 |
| gold    | Boule Verein Ibbenbüren : Pétanque Freunde Saarbrücken     | 1:4 |
| gold    | Altonaer Boule Club Hamburg : 1. PCP Leipzig               | 1:4 |
| gold    | Boule Verein Ibbenbüren : 1. PCP Leipzig                   | 5:0 |
| gold    | Altonaer Boule Club Hamburg : Pétanque Freunde Saarbrücken | 1:4 |

#### Tabellen
Tabellen nach Poule-Runde
| Tabelle Schwarze Gruppe | Tabelle Schwarze Gruppe      | Tabelle Schwarze Gruppe | Tabelle Schwarze Gruppe |
| Pl.                     | Verein                       | Siege                   | Spiele                  |
| ----------------------- | ---------------------------- | ----------------------- | ----------------------- |
| 1                       | FT 1844 Freiburg             | 6:4                     | 2                       |
| 2                       | TSV Krähenwinkel/Kaltenweide | 5:5                     | 1                       |
| 3                       | 1. KWU 'Munichoise' München  | 4:6                     | 0                       |

| Tabelle Rote Gruppe | Tabelle Rote Gruppe     | Tabelle Rote Gruppe | Tabelle Rote Gruppe |
| Pl.                 | Verein                  | Siege               | Spiele              |
| ------------------- | ----------------------- | ------------------- | ------------------- |
| 1                   | Boulefreunde Hauenstein | 9:1                 | 2                   |
| 2                   | PV Charlottenburg       | 4:6                 | 1                   |
| 3                   | 1. PC Wächtersbach      | 2:8                 | 0                   |

| Tabelle Goldene Gruppe | Tabelle Goldene Gruppe       | Tabelle Goldene Gruppe | Tabelle Goldene Gruppe |
| Pl.                    | Verein                       | Siege                  | Spiele                 |
| ---------------------- | ---------------------------- | ---------------------- | ---------------------- |
| 1                      | Pétanque Freunde Saarbrücken | 13:2                   | 3                      |
| 2                      | Boule Verein Ibbenbüren      | 8:7                    | 1                      |
| 3                      | Altonaer Boule Club Hamburg  | 5:10                   | 1                      |
| 4                      | 1. PCP Leipzig               | 4.11                   | 1                      |

### Endrunde
| Überkreuzspiele   | Überkreuzspiele              | Überkreuzspiele              | Überkreuzspiele |
| Gruppe            | Team 1                       | Team 2                       | Punkte          |
| ----------------- | ---------------------------- | ---------------------------- | --------------- |
| Übertrag Vorrunde | FT 1844 Freiburg             | TSV Krähenwinkel/Kaltenweide | 2:3             |
| Übertrag Vorrunde | Boulefreunde Hauenstein      | PV Charlottenburg            | 5:0             |
| Übertrag Vorrunde | Pétanque Freunde Saarbrücken | Boule Verein Ibbenbüren      | 4:1             |
| Runde 4           | FT 1844 Freiburg             | PV Charlottenburg            | 4:1             |
| Runde 4           | Boulefreunde Hauenstein      | Boule Verein Ibbenbüren      | 2:3             |
| Runde 4           | Pétanque Freunde Saarbrücken | TSV Krähenwinkel/Kaltenweide | 3:2             |
| Runde 5           | FT 1844 Freiburg             | Boule Verein Ibbenbüren      | 4:1             |
| Runde 5           | Boulefreunde Hauenstein      | TSV Krähenwinkel/Kaltenweide | 3:2             |
| Runde 5           | Pétanque Freunde Saarbrücken | PV Charlottenburg            | 4:1             |

#### Tabelle Endrunde
Die ersten drei qualifizieren sich für die Endrunde.
Aufgestiegen: Pétanquefreunde Saarbrücken, FT 1844 Freiburg, Boulefreunde Hauenstein
| Tabelle Endrunde | Tabelle Endrunde             | Tabelle Endrunde | Tabelle Endrunde |
| Platz            | Verein                       | Siege            | Spiele           |
| ---------------- | ---------------------------- | ---------------- | ---------------- |
| 1                | Pétanquefreunde Saarbrücken  | 4:0              | 15:5             |
| 2                | FT 1844 Freiburg             | 4:0              | 14:6             |
| 3                | Boulefreunde Hauenstein      | 3:1              | 14:6             |
| 4                | TSV Krähenwinkel/Kaltenweide | 2:2              | 9:11             |
| 5                | Boule Verein Ibbenbüren      | 1:3              | 7:13             |
| 6                | PV Charlottenburg            | 1:3              | 6:14             |

## Quelle
- Quelle:DPV-Website Freigabe GFDL: Ticket#: 2006111710003577